# Nemo Hedén
Bill Nemo Hinke Hedén, född 15 augusti 1987 i Stockholm, är en svensk poddare. 
Nemo Hedén växte upp i ett kollektiv på Värmdö. Han är son till musikern Mats Hedén och har fem syskon. Nemo Hedén fick sitt publika genombrott när han medverkade i realityserien Kungarna av Tylösand 2010. Tiden efter serien har han beskrivit som mörk och fylld av droger, psykisk instabilitet, skulder och en jakt på bekräftelse och kändisskap. Han utvecklade ett missbruk av både alkohol och droger. Efter att ha genomgått missbruksbehandling blev Hedén nykter.
2014 startade han podcasten Nemo möter en vän där han intervjuar olika kändisar. Sedan 2020 gör han även podcasten En beroendepodd. Inledningsvis gjorde han den tillsammans med fotbollsspelaren Magnus Hedman under namnet Hedman & Hedén – en beroendepodd men efter att Hedman lämnat podden 2021 heter den En Beroendepodd – Med Hedén, Bohman & Granander och görs tillsammans med Robert Bohman och Felix Granander.
2018 släpptes hans självbiografi Ingen. 2022 kom boken Beroende : en bok om missbruk och vad det gör med oss och dem vi älskar. Hedén ägnar sig även åt att föreläsa om beroenden och missbruk. År 2023 var han en av deltagarna i tävlingsprogrammet Kompani Svan på Kanal 5.